# Való Világ (serie)
Való Világ è un format di reality show creato dalla Magyar RTL Televízió, la filiale ungherese di RTL Group per competere con Big Brother. La prima stagione di Való Világ è stata lanciata l'11 settembre 2002 ed è stata seguita da altre sette stagioni, oltre a un'incarnazione ceca e slovacca del 2005, entrambe intitolate VyVolení.
Nel 2015, Magyar RTL Televízió ha acquistato i diritti per produrre la versione ungherese di Big Brother e ha annunciato di fondere i due formati sotto il nome Való Világ powered by Big Brother.

## Versioni
Fino all'11 dicembre 2016, Való Világ ha prodotto 14 vincitori in tre franchises. Il vincitore più recente è Soma Farkas dall'Ungheria.
     Attualmente in onda
     Una stagione imminente
     Non in onda
| Nazione         | Titolo locale                     | Rete televisiva | Vincitori | Presentatori |
| --------------- | --------------------------------- | --------------- | --- | --- |
| Repubblica Ceca | VyVolení                          | Prima televize  | Edizione 1, 2005: Vladko Dobrovodský Edizione 2, 2006: Antonin Jalovec Edizione 3, 2007: Milan Voboril Edizione 4, 2013: Vladko Dobrovodský                                | Tereza Pergnerová (1-4) Libor Bouček (1-4) Agáta Prachařová (4) Pavel Cejnar (4) Míra Hejda (3) Diana Kobzanová (2–3) Vlastimil Korec (1–2) Iva Kubelková (1) |
| Ungheria        | Való Világ                        | RTL Klub        | Edizione 1, 2002: Szabolcs Mészáros Edizione 2, 2003: László Vitkó Edizione 3, 2003–04: Milován Gyukin Edizione 4, 2010–11: Alekosz Nagy Edizione 5, 2011–12: Attila Knapp | Bence Istenes (6–8) Anikó Nádai (8) Lilu (3–7) Balázs Sebestyén (4–5) András Stohl (1–4) Noémi Czifra (1–2)                                                   |
| Ungheria        | Való Világ                        | RTL II          | Edizione 6, 2014: Caversaccio Aurelio Onorato Edizione 7, 2014–15: Dávid Mittly                                                                                            | Bence Istenes (6–8) Anikó Nádai (8) Lilu (3–7) Balázs Sebestyén (4–5) András Stohl (1–4) Noémi Czifra (1–2)                                                   |
| Ungheria        | Való Világ powered by Big Brother | RTL II          | Edizione 8, 2016: Soma Farkas | Bence Istenes (6–8) Anikó Nádai (8) Lilu (3–7) Balázs Sebestyén (4–5) András Stohl (1–4) Noémi Czifra (1–2)                                                   |
| Slovacchia      | VyVolení                          | TV JOJ          | Edizione 1, 2005: Linda Drevenková Edizione 2, 2006: Erik Lakatošovie Edizione 3, 2013: Igor Džadoň                                                                        | Matej "Sajfa" Cifra |